# Lennart Samuelsson
Lennart Samuelsson (Borås, 1924. július 7. – Borlänge, 2012. november 27.) svéd válogatott labdarúgó, edző.
A svéd válogatott tagjaként részt vett az 1950-es világbajnokságon és az 1952. évi nyári olimpiai játékokon.